# Barbara Ann Scott
Barbara Ann Scott (OC, O.Ont; * 9. Mai 1928 in Ottawa, Ontario; † 30. September 2012 in Amelia Island, Florida) war eine kanadische Eiskunstläuferin, die im Einzellauf startete. Sie ist die Olympiasiegerin von 1948, die Weltmeisterin von 1947 und 1948 sowie die Europameisterin von 1947 und 1948.

## Werdegang
Barbara Ann Scott war das jüngste von drei Kindern des im Ersten Weltkrieg schwer verwundeten und beinahe lebendig begrabenen Obersten Clyde Rutherford Scott und seiner Ehefrau Mary Purves.
Barbara Ann Scott begann im Alter von sieben Jahren beim Minto Skating Club of Ottawa mit dem Eiskunstlaufen. 1939 wurde sie bereits kanadische Juniorenmeisterin. Ein Jahr später wiederholte sie diesen Titelgewinn. In den Jahren 1941 und 1942 nahm sie erstmals an den nationalen Seniorenmeisterschaften teil und wurde beide Male Zweite hinter Mary Rose Thacker. 1942 stand sie als erste Frau einen doppelten Lutz in einem Wettbewerb. Ihre Trainer waren Otto Gold und Sheldon Galbraith.

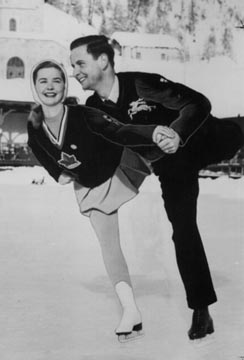
Barbara Ann Scott und Hans Gerschwiler

1941 starb Scotts Vater, was es der Familie erschwerte, ihr Training zu finanzieren. In den Jahren 1944, 1945, 1946 und 1948 wurde Scott kanadische Meisterin bei den Senioren, in den Jahren 1945 und 1947 gewann sie auch die damaligen nordamerikanischen Meisterschaften. 1947 errang sie dann schließlich ihren ersten großen internationalen Titel. Sie wurde Europameisterin in Davos. Nicht-Europäer waren bis 1948 bei Eiskunstlauf-Europameisterschaften zugelassen. Scott war die erste, einzige und ein Jahr später, als sie ihren Titel in Prag verteidigte, letzte Nicht-Europäerin, die Europameisterin wurde.
In beiden Jahren wurde Scott auch Weltmeisterin; 1947 in Stockholm vor Daphne Walker und Gretchen Merrill und 1948 in Davos vor Eva Pawlik und Jiřina Nekolová. Auch bei den Olympischen Spielen 1948 in St. Moritz gewann sie die Goldmedaille, wobei sie sowohl in der Pflicht als auch in der Kür die höchste Punktzahl erhielt. Es war die erste Goldmedaille im Eiskunstlaufen für Kanada und die bisher einzige bei den Damen.
Als Scott im Jahr 1947 sowohl Europameisterin, wie auch Weltmeisterin geworden war, schenkten ihr die Einwohner Ottawas ein Auto; sie musste das Geschenk jedoch auf Druck von Avery Brundage zurückgeben, weil sie sonst ihren Amateurstatus verloren hätte. Nach den Olympischen Spielen im darauffolgenden Jahr bekam sie das Auto dann doch noch. Kanadas Premierminister Mackenzie King rühmte Scotts Erfolg als einen Faktor, der den Kanadiern half, in der Nachkriegszeit durchzuhalten. Ihr Gesicht zierte das Cover des Time Magazine und ihr zu Ehren produzierte die Reliable Toy Company eine ihr nachempfundene Puppe. Der renommierte Fotograf Yousuf Karsh machte 1946 berühmt gewordene Aufnahmen von Scott.
Nach den Olympischen Spielen wechselte Scott von den Amateuren zu den Profis und trat fünf Jahre lang äußerst erfolgreich in Eisrevues auf, wobei sie Sonja Henie als Topstar ablöste. Ihr Vertrag legte fest, dass ein Teil ihrer Einnahmen an behinderte Kinder gehen sollte. 1955 trat Scott zurück, heiratete den amerikanischen Publizisten und Geschäftsmann Tom King und ließ sich in Chicago nieder, wo sie sich der Pferdezucht widmete, eine der besten Pferdesportlerinnen in den USA wurde und als Eiskunstlauftrainerin arbeitete. Sie erschien in TV-Spots, schrieb zwei Bücher, unterhielt einen Schönheitssalon für einige Zeit und war Direktorin eines Sommertheaters. Sie blieb dem Eiskunstlaufen als Punktrichterin erhalten und kehrte für Wohltätigkeitsveranstaltungen und Ehrungen oft nach Kanada zurück.
Scott trug die olympische Fackel während des Fackellaufs vor den Olympischen Spielen 1988 in Calgary und die olympische Fahne bei der Eröffnungsfeier der Olympischen Spiele in 2010 in Vancouver.

## Ergebnisse
| Wettbewerb/Jahr            | 1941 | 1942 | 1944 | 1945 | 1946 | 1947 | 1948 |
| -------------------------- | ---- | ---- | ---- | ---- | ---- | ---- | ---- |
| Olympische Spiele          |      |      |      |      |      |      | 1.   |
| Weltmeisterschaften        |      |      |      |      |      | 1.   | 1.   |
| Europameisterschaften      |      |      |      |      |      | 1.   | 1.   |
| Kanadische Meisterschaften | 2.   | 2.   | 1.   | 1.   | 1.   |      | 1.   |